# Monte Baker (Uganda)
El monte Baker es una montaña de Uganda ubicada en las montañas Ruwenzori. Con sus 4.844 metros, es la tercera montaña más alta de la cordillera Ruwenzori, la tercera más alta del país y la quinta cumbre más alta de África. Está ubicado a 2,26 km al oeste del monte Speke, y forma parte del parque nacional de los Montes Ruwenzori, declarado Patrimonio de la Humanidad por la UNESCO en 1994. 
La montaña recibe el nombre del explorador y naturalista británico Sir Samuel Baker, quien fue uno de los primeros europeos en explorar esta zona, aun cuando nunca escaló la cumbre. En 1906, Luis Amadeo de Saboya, escaló esta montaña convirtiéndose en el primer montalista en llegar a la cumbre. Antes había escalado otras cumbres de las montañas Ruwenzori.